# Stellar Wind
Stellar Wind (o Vent Estel·lar) va ser el nom en clau d'un programa de vigilància sense mandat iniciat sota el Programa de Vigilància del President (PSP) de l'administració de George W. Bush. El programa de l'Agència de Seguretat Nacional (NSA) va ser aprovat pel president Bush poc després dels atacs de l'11 de setembre de 2001 i va ser revelat per Thomas Tamm al The New York Times el 2004. Stellar Wind va ser un preludi de noves estructures legals que van permetre al president Bush i al president Barack Obama reproduir cadascun d'aquests programes i ampliar el seu abast.

## Àmbit del programa
Les activitats del programa van implicar l'extracció de dades d'una gran base de dades de les comunicacions dels ciutadans nord-americans, incloses les comunicacions per correu electrònic, les converses telefòniques, les transaccions financeres i l'activitat d'Internet. William Binney, un líder tècnic retirat de la NSA, va discutir alguns dels elements arquitectònics i operatius del programa al Congrés de Comunicació del Caos de 2012.
La comunitat d'intel·ligència també va poder obtenir del Departament del Tresor dels Estats Units informes d'activitats sospitoses, o "SARS", que són informes d'activitats com ara grans transaccions en efectiu que les institucions financeres envien sota normes contra el blanqueig de capitals.
Hi va haver disputes internes dins del Departament de Justícia dels EUA sobre la legalitat del programa, perquè les dades es recullen per a un gran nombre de persones, no només els subjectes de les ordres de la Llei de Vigilància d'Intel·ligència Exterior (FISA). Durant l'administració Bush, els agents de l'FBI van denominar els casos de Stellar Wind com a "casos de pizza" perquè molts casos aparentment sospitosos van resultar ser comandes de menjar per emportar. Segons l'aleshores director de l'FBI, Robert Mueller, aproximadament el 99% dels casos no van portar enlloc, però "és aquest altre 1% el que ens hem de preocupar".

## Conflicte de 2004
Segons un informe desclassificat el setembre de 2015 pels inspectors generals de sis agències d'intel·ligència nord-americanes, es va evidenciar que el president Bush havia autoritzat inicialment la recollida de metadades telefòniques i de correu electrònic només quan un dels interlocutors era estranger o quan existia una connexió amb el terrorisme. No obstant això, el 2004, el Departament de Justícia va descobrir que aparentment la NSA també estava recopilant metadades de comunicacions purament domèstiques. Davant d'això, el president Bush va declarar que la NSA sempre havia estat autoritzada a fer-ho, però que els analistes només podien accedir a les metadades relacionades amb el terrorisme. Amb aquesta nova formulació, Bush va reautoritzar el programa l'11 de març de 2004.
L'any 2004, el cap de l'Oficina d'Assessor Jurídic (OLC), Jack Landman Goldsmith, va escriure almenys dues notes legals autoritzant el programa: "Només concloem que quan la nació ha estat empès a un conflicte armat per un atac estranger contra els Estats Units i el president determina en el seu paper de comandant en cap... que és essencial per a la defensa contra un nou atac estranger utilitzar les capacitats d'escoltes telefòniques de l'Agència de Seguretat Nacional als Estats Units, té autoritat constitucional inherent" per ordenar escoltes telefòniques sense mandat, "una autoritat que el Congrés no pot restringir", va escriure Goldsmith en una nota de 108 pàgines datada el 6 de maig de 2004. El març de 2004, l'OLC va concloure que el programa de correu electrònic no era legal, i el fiscal general en funcions James Comey es va negar a reautoritzar-lo.

## Revelacions
El març de 2012, la revista Wired va publicar "The NSA Is Building the Country's Biggest Spy Center (Watch What You Say)" parlant d'una gran instal·lació de la NSA a Utah i va dir: "Per primera vegada, un antic funcionari de la NSA ha anat al registre per descriure el programa, amb el nom en codi Stellarwind, en detall", anomenant l'oficial William Binney, un antic descodificador de la NSA. Binney va continuar dient que la NSA tenia sales molt segures que aprofiten els principals interruptors i comunicacions per satèl·lit tant a AT&T com a Verizon. L'article va suggerir que el Stellar Wind suposadament acabat continua com a programa actiu. Aquesta conclusió va ser recolzada per l'exposició de la sala 641A al centre d'operacions d'AT&T a San Francisco el 2006.
El juny de 2013, The Washington Post i The Guardian van publicar un esborrany d'informe de l'Oficina de l'Inspector General (OIG), amb data de març de 2009, filtrat per Edward Snowden que detallava el programa Stellar Wind. No quedava cap dubte sobre la naturalesa continuada del programa de vigilància.
El setembre de 2014, The New York Times va afirmar: "Les preguntes persisteixen després de la publicació d'una versió recentment desclassificada d'una nota legal que aprova el programa Stellarwind de l'Agència de Seguretat Nacional, un conjunt d'activitats de vigilància i recollida de dades sense mandat autoritzades en secret després dels atacs terroristes de l'11 de setembre de 2001". Com a resum del títol introductori amb un enllaç. L'article adjunt tractava del llançament d'una versió recentment desclassificada de la nota de maig de 2004. Es va fer notar que la major part del programa (la vigilància telefònica, d'Internet i del correu electrònic dels ciutadans nord-americans) va romandre secreta fins a les revelacions d'⁣Edward Snowden, que fins ara, parts importants de la nota romanen redactades en la versió recentment publicada i que persisteixen dubtes i preguntes sobre la seva legalitat.